# George Rapall Noyes
George Rapall Noyes (ur. 2 kwietnia 1873, zm. 5 maja 1952) – amerykański uczony, filolog slawista i tłumacz.

## Życiorys
Ukończył studia na Uniwersytecie Harvarda. Był profesorem w Berkeley. Założył tamtejszy departament slawistyki. Zajmował się literaturą polską i rosyjską. Napisał książkę o Tołstoju. Przełożył na angielski kilka ważnych dzieł polskiej poezji, w tym Pana Tadeusza Adama Mickiewicza. W tłumaczeniu wierszowanej epopei Mickiewicza posłużył się prozą. Początek Pana Tadeusza w przekładzie Noyesa brzmi następująco: Lithuania, my country, thou art like health; how much thou shouldst be prized only he can learn who has lost thee. To-day thy beauty in all its splendour I see and describe, for I yearn for thee. Holy Virgin, who protectest bright Czenstochowa and shinest above the Ostra Gate in Wilno! Thou who dost shelter the castle of Nowogrodek with its faithful folk! As by miracle thou didst restore me to health in my childhood—when, offered by my weeping mother to thy protection, I raised my dead eyelids, and could straightway walk to the threshold of thy shrine to thank God for the life returned me—so by miracle thou wilt return us to the bosom of our country.

## Ordery i odznaczenia
- Krzyż Komandorski Orderu Odrodzenia Polski[5]
- Złoty Wawrzyn Akademicki (5 listopada 1938)[6]